# Shangcheng, Hangzhou
Shangcheng är ett stadsdistrikt i den kinesiska provinsen Zhejiang, och är det till ytan minsta av åtta stadsdistrikt i Hangzhou. Befolkningen uppgick till 335 050 invånare vid folkräkningen år 2000.

## Administrativ indelning
Distriktet var år 2000 indelat i nio gatuområden (jiedao), samtliga en del av Hangzhous centralort.
Gatuområden:
- Chengzhan, Hubin, Jinjiang, Nanxing, Qingbo, Wanjiang, Xiaoying, Zhakou, Ziyang